# Emanuel Cecchini
Emanuel Cecchini (ur. 24 grudnia 1996 w Ingeniero Luis A. Huergo) – argentyński piłkarz występujący na pozycji pomocnika w Máladze.